# 谢莉·哈德菲尔德
谢莉·哈德菲尔德（英語：Shelley Hadfield，？—），新西兰女子田径运动员。她曾代表新西兰参加1984年夏季残疾人奥林匹克运动会田径比赛，获得二枚金牌和二枚银牌。